# Eakring
Eakring – wieś w Anglii, w hrabstwie Nottinghamshire, w dystrykcie Newark and Sherwood. Leży 25 km na północny wschód od miasta Nottingham i 192 km na północ od Londynu. W 2001 miejscowość liczyła 395 mieszkańców.